# تل کوهک
تل کوهک، روستایی از توابع بخش مرکزی شهرستان کازرون در استان فارس ایران است.
این روستا در ۱۵کیلومتری شهرستان کازرون و ۵ کیلومتری شهر تاریخی بیشاپور واقع شده‌است. این روستا دارای آثاری به جای مانده از گذشته‌است. از آثار باستانی به جای مانده از این روستا می‌توان به قلعه قدیمی آن اشاره کرد که هنوز بخش‌هایی از آن پابرجاست. قلعه ای که منزل قدیمی مرحوم حاج علی خان دهقان می‌باشد و هنوز هم آنجا را به نام او می‌شناسند.
آثار دیگری چون دروازه بزرگ (به گویش محلی:دروازه گوتو)، باغ بزرگ (به گویش محلی:باغ گوتو) و تنها برج به جای مانده از چهار برج اطراف قلعه که هنوز هم پابرجاست،برای اهل فرهنگ و هنر و تمدن و عبرت،خودنمایی می کند.در این روستا باغستان‌هایی بزرگ، متشکل از باغ‌های روستائیان قرار دارد، باغستان‌هایی چون:سلطان آباد، سر آب باغ، رضاآباد( رز آباد)، ترتی (به ضمه خواندن تاء اول)، خرمن جا و…
شغل اکثر مردم این روستا،باغداری و کشاورزی است.
شهرک صنعتی شهید مصلحیان در نزدیکی این روستا 
و روستای همجوار خود ، زرین آباد ، قرار دارد.

## جمعیت
این روستا در دهستان انارستان قرار دارد و براساس سرشماری مرکز آمار ایران در سال ۱۳۸۵، جمعیت آن ۳۳۲ نفر (۷۵خانوار) بوده‌است.